# Thời biểu của Microsoft Windows
Bài viết này trình bày một thời biểu của các sự kiện trong lịch sử của hệ điều hành Microsoft Windows từ năm 1985 đến nay.

## Máy tính và máy chủ
| Tên                       | Tên mã (Codename)    | Ngày phát hành | Phiên bản | Các phiên bản | Số bản dựng | Kết thúc hỗ trợ |
| ------------------------- | -------------------- | -------------- | --------- | --- | ----------- | --------------- |
| Windows 1.01              | Interface Manager    | 1985-11-20     | 1.01      | — | —           | 2001-12-31      |
| Windows 1.02              | —                    | 1986-05-14     | 1.02      | — | —           | 2001-12-31      |
| Windows 1.03              | —                    | 1986-08-21     | 1.03      | — | —           | 2001-12-31      |
| Windows 1.04              | —                    | 1987-04-10     | 1.04      | — | —           | 2001-12-31      |
| Windows 2.01              | —                    | 1987-12-09     | 2.01      | — | —           | 2001-12-31      |
| Windows 2.03              | —                    | 1987-12-09     | 2.03      | — | —           | 2001-12-31      |
| Windows 2.1               | —                    | 1988-05-27     | 2.10      | — | —           | 2001-12-31      |
| Windows 2.11              | —                    | 1989-03-13     | 2.11      | — | —           | 2001-12-31      |
| Windows 3.0               | —                    | 1990-05-22     | 3.00      | - Windows 3.0a - Windows 3.0 with Multimedia Extensions | —           | 2001-12-31      |
| Windows 3.1               | —                    | 1992-04-06     | 3.10      | - Windows 3.1 | 103         | 2001-12-31      |
| Windows 3.1               | Sparta               | 1992-10        | 3.10      | - Windows for Workgroups 3.1 | 102         | 2001-12-31      |
| Windows NT 3.1            | Razzle               | 1993-07-27     | NT 3.1    | - Windows NT 3.1 | 528         | 2000-12-31      |
| Windows 3.11              | —                    | 1993-11-08     | 3.11      | - Windows 3.11 |             |                 |
| Windows 3.11              | Snowball             | 1993-11-08     | 3.11      | - Windows for Workgroups 3.11 | 300         | 2001-12-31      |
| Windows 3.2               | —                    | 1993-11-22     | 3.2       | - Windows 3.2 | 153         | 2001-12-31      |
| Windows NT 3.5            | Daytona              | 1994-09-21     | NT 3.5    | - Windows NT 3.5 Workstation | 807         | 2001-12-31      |
| Windows NT 3.51           | Daytona              | 1995-05-30     | NT 3.51   | - Windows NT 3.51 Workstation | 1057        | 2001-12-31      |
| Windows 95                | Chicago              | 1995-08-24     | 4.00      | - Windows 95 | 950         | 2001-12-31      |
| Windows NT 4.0            | Shell Update Release | 1996-08-24     | NT 4.0    | - Windows NT 4.0 Workstation | 1381        | 2004-06-30      |
| Windows 98                | Memphis              | 1998-06-25     | 4.10      | - Windows 98 | 1998        | 2006-07-11      |
| Windows 98 Second Edition | —                    | 1999-05-05     | 4.10      | - Windows 98 Second Edition | 2222        | 2006-07-11      |
| Windows 2000              | Windows NT 5.0       | 2000-02-17     | NT 5.0    | - Windows 2000 Professional | 2195        | 2010-07-13      |
| Windows Me                | Millennium           | 2000-09-14     | 4.90      | - Windows Me | 3000        | 2006-07-11      |
| Windows XP                | Whistler             | 2001-10-25     | NT 5.1    | - Windows XP Starter - Windows XP Home - Windows XP Professional - Windows XP 64-bit Edition                                                                                               | 2600        | 2014-04-08      |
| Windows XP                | Freestyle            | 2002-10-29     | NT 5.1    | - Windows XP Media Center Edition | 2600        | 2014-04-08      |
| Windows XP                | Harmony              | 2003-09-30     | NT 5.1    | - Windows XP Media Center Edition 2004 | 2600        | 2014-04-08      |
| Windows XP                | Symphony             | 2004-10-12     | NT 5.1    | - Windows XP Media Center Edition 2005 | 2600        | 2014-04-08      |
| Windows XP                | Anvil                | 2005-04-25     | NT 5.2    | - Windows XP Professional x64 Edition | 3790        | 2014-04-08      |
| Windows XP                | Emerald              | 2005-10-14     | NT 5.2    | - Windows XP Media Center Edition 2006 | 2715        | 2014-04-08      |
| Windows Vista             | Longhorn             | 2007-01-30     | NT 6.0    | - Windows Vista Starter - Windows Vista Home Basic - Windows Vista Home Premium - Windows Vista Business - Windows Vista Enterprise - Windows Vista Ultimate                               | 6002        | 2017-04-11      |
| Windows 7                 | Windows 7            | 2009-10-22     | NT 6.1    | - Windows 7 Starter - Windows 7 Home Basic - Windows 7 Home Premium - Windows 7 Professional - Windows 7 Enterprise - Windows 7 Ultimate                                                   | 7601        | 2020-01-14      |
| Windows 8                 | Windows 8            | 2012-10-26     | NT 6.2    | - Windows 8 - Windows 8 Pro - Windows 8 Enterprise | 9200        | 2016-01-12      |
| Windows 8.1               | Blue                 | 2013-10-17     | NT 6.3    | - Windows 8.1 - Windows 8.1 Pro - Windows 8.1 Enterprise | 9600        | 2023-01-10      |
| Windows 8.1               | Blue                 | 2014-05-23     | NT 6.3    | - Windows 8.1 with Bing | 9600        | 2023-01-10      |
| Windows 10 version 1507   | Threshold 1          | 2015-07-29     | NT 10.0   | - Windows 10 Home - Windows 10 Pro - Windows 10 Education - Windows 10 Enterprise - Windows 10 Pro for Workstations - Windows 10 Pro Education - Windows 10 S - Windows 10 Enterprise LTSC | 10240       | 2025-10-14      |
| Windows 10 version 1511   | Threshold 2          | 2015-11-10     | 1511      | - Windows 10 Home - Windows 10 Pro - Windows 10 Education - Windows 10 Enterprise - Windows 10 Pro for Workstations - Windows 10 Pro Education - Windows 10 S - Windows 10 Enterprise LTSC | 10586       | 2025-10-14      |
| Windows 10 version 1607   | Redstone 1           | 2016-08-02     | 1607      | - Windows 10 Home - Windows 10 Pro - Windows 10 Education - Windows 10 Enterprise - Windows 10 Pro for Workstations - Windows 10 Pro Education - Windows 10 S - Windows 10 Enterprise LTSC | 14393       | 2025-10-14      |
| Windows 10 version 1703   | Redstone 2           | 2017-04-05     | 1703      | - Windows 10 Home - Windows 10 Pro - Windows 10 Education - Windows 10 Enterprise - Windows 10 Pro for Workstations - Windows 10 Pro Education - Windows 10 S - Windows 10 Enterprise LTSC | 15063       | 2025-10-14      |
| Windows 10 version 1709   | Redstone 3           | 2017-10-17     | 1709      | - Windows 10 Home - Windows 10 Pro - Windows 10 Education - Windows 10 Enterprise - Windows 10 Pro for Workstations - Windows 10 Pro Education - Windows 10 S - Windows 10 Enterprise LTSC | 16299       | 2025-10-14      |
| Windows 10 version 1803   | Redstone 4           | 2018-04-30     | 1803      | - Windows 10 Home - Windows 10 Pro - Windows 10 Education - Windows 10 Enterprise - Windows 10 Pro for Workstations - Windows 10 Pro Education - Windows 10 S - Windows 10 Enterprise LTSC | 17134       | 2025-10-14      |
| Windows 10 version 1809   | Redstone 5           | 2018-11-13     | 1809      | - Windows 10 Home - Windows 10 Pro - Windows 10 Education - Windows 10 Enterprise - Windows 10 Pro for Workstations - Windows 10 Pro Education - Windows 10 S - Windows 10 Enterprise LTSC | 17763       | 2025-10-14      |
| Windows 10 version 1903   | 19H1                 | 2019-05-21     | 1903      | - Windows 10 Home - Windows 10 Pro - Windows 10 Education - Windows 10 Enterprise - Windows 10 Pro for Workstations - Windows 10 Pro Education - Windows 10 S - Windows 10 Enterprise LTSC | 18362       | 2025-10-14      |
| Windows 10 version 1909   | Vanadium             | 2019-11-12     | 1909      | - Windows 10 Home - Windows 10 Pro - Windows 10 Education - Windows 10 Enterprise - Windows 10 Pro for Workstations - Windows 10 Pro Education - Windows 10 S - Windows 10 Enterprise LTSC | 18363       | 2025-10-14      |
| Windows 10 version 2004   | Vibranium            | 2020-05-27     | 2004      | - Windows 10 Home - Windows 10 Pro - Windows 10 Education - Windows 10 Enterprise - Windows 10 Pro for Workstations - Windows 10 Pro Education - Windows 10 S - Windows 10 Enterprise LTSC | 19041       | 2025-10-14      |
| Windows 10 version 20H2   | Vibranium            | 2020-10-20     | 20H2      | - Windows 10 Home - Windows 10 Pro - Windows 10 Education - Windows 10 Enterprise - Windows 10 Pro for Workstations - Windows 10 Pro Education - Windows 10 S - Windows 10 Enterprise LTSC | 19042       | 2025-10-14      |
| Windows 10 version 21H1   | Vibranium            | 2021-05-18     | 21H1      | - Windows 10 Home - Windows 10 Pro - Windows 10 Education - Windows 10 Enterprise - Windows 10 Pro for Workstations - Windows 10 Pro Education - Windows 10 S - Windows 10 Enterprise LTSC | 19043       | 2025-10-14      |
| Windows 10 version 21H2   | Vibranium            | 2021-11-16     | 21H2      | - Windows 10 Home - Windows 10 Pro - Windows 10 Education - Windows 10 Enterprise - Windows 10 Pro for Workstations - Windows 10 Pro Education - Windows 10 S - Windows 10 Enterprise LTSC | 19044       | 2025-10-14      |
| Windows 11 version 21H2   | Sun Valley           | 2021-10-05     | 21H2      | - Windows 11 Home - Windows 11 Pro - Windows 11 Pro for Workstations - Windows 11 Pro Education                                                                                            | 22000       | 2023-10-10      |
| Windows 11 version 21H2   | Sun Valley           | 2021-10-05     | 21H2      | - Windows 11 Education - Windows 11 Enterprise | 22000       | 2024-10-08      |

## Di động
| Ngày                 | Tên phiên bản                   | Ghi chú |
| -------------------- | ------------------------------- | --- |
| 16 tháng 11 năm 1996 | Windows CE 1.0                  | |
| 25 tháng 6 năm 1997  | Windows CE 1.01                 | |
| 29 tháng 9 năm 1997  | Windows CE 2.0                  | |
| 1 tháng 11 năm 1997  | Windows CE 2.0                  | Máy tính cầm tay (H/PC)                                                                                     |
| 8 tháng 1 năm 1998   | Windows CE 2.01                 | Máy tính nhỏ gọn, máy tính bỏ túi (P/PC) và điện thoại thông minh                                           |
| 8 tháng 1 năm 1998   | Windows CE 2.01                 | Máy tính tự động                                                                                            |
| 1 tháng 3 năm 1998   | Windows CE 2.10                 | |
| 1 tháng 7 năm 1999   | Windows CE 2.11                 | |
| 28 tháng 9 năm 1999  | Windows CE 2.12                 | |
| 19 tháng 4 năm 2000  | Windows CE 3.0                  | |
| 19 tháng 4 năm 2000  | Pocket PC 2000                  | Máy tính nhỏ gọn, máy tính bỏ túi (P/PC) và điện thoại thông minh                                           |
| 25 tháng 9 năm 2000  | Windows CE 3.0 Core Add-on Pack | |
| 4 tháng 10 năm 2001  | Pocket PC 2002                  | Máy tính nhỏ gọn, máy tính bỏ túi (P/PC) và điện thoại thông minh                                           |
| 7 tháng 1 năm 2002   | Windows CE 4.0                  | |
| 1 tháng 6 năm 2002   | Windows CE 4.1.NET Core         | |
| 23 tháng 4 năm 2003  | Windows CE 4.2.NET Core         | |
| 23 tháng 6 năm 2003  | Windows Mobile 2003             | |
| 24 tháng 3 năm 2004  | Windows Mobile 2003 SE          | |
| 9 tháng 7 năm 2004   | Windows CE 5.0                  | |
| 9 tháng 5 năm 2005   | Windows Mobile 5.0              | |
| 15 tháng 9 năm 2006  | Windows CE 6.0                  | |
| 12 tháng 2 năm 2007  | Windows Mobile 6.0              | |
| 1 tháng 4 năm 2008   | Windows Mobile 6.1              | |
| 11 tháng 5 năm 2009  | Windows Mobile 6.5              | |
| 8 tháng 11 năm 2010  | Windows Phone 7                 | |
| 1 tháng 3 năm 2011   | Windows Embedded Compact 7      | |
| 29 tháng 10 năm 2012 | Windows Phone 8                 | |
| 14 tháng 4 năm 2014  | Windows Phone 8.1               | |
| 20 tháng 11 năm 2015 | Windows 10 Mobile               | Mục tiêu của Windows 10 là thống nhất dòng sản phẩm Windows PC, Windows Phone, Windows Embedded và Xbox One |